# Yutaka Kaneko
Yutaka Kaneko (født 16. oktober 1979) er en tidligere japansk fodboldspiller.
Han har spillet for flere forskellige klubber i sin karriere, herunder Ehime FC.